# Undă medie
Undele medii / Unda medie (UM) reprezintă o partea din banda radio de frecvență medie utilizată în principal pentru transmisia de semnale radio cu modulație de amplitudine (MA). Spectrul ocupat oferă posibilitatea utilizării unui număr de aproximativ 120 de canale distincte, dar la o calitate limitată a sunetului. În timpul zilei, numai stațiile locale pot fi recepționate. Propagarea pe timp de noapte permite recepționarea unor semnale puternice, într-o zonă de aproximativ 2.000 km. Acest lucru poate provoca uneori interferențe puternice, acolo unde există o densitate mare de stații alocate, deoarece pentru majoritatea canalelor, între 20 și până la 50 de transmițătoare sunt alocate aproximativ pe aceeași frecvență, și funcționează simultan în întreaga lume. În plus, modulație de amplitudine (MA) este predispusă la interferențe cu tot felul de dispozitive electronice, în special surse de alimentare și computere. Emițătoarele puternice acoperă zone mai mari decât pe banda de transmisie MF, dar necesită mai multă energie. Transmisia semnalelor UM în mod digital este posibilă, dar nu au ajuns încă la o dezvoltare care să permită implementarea pe scară largă.

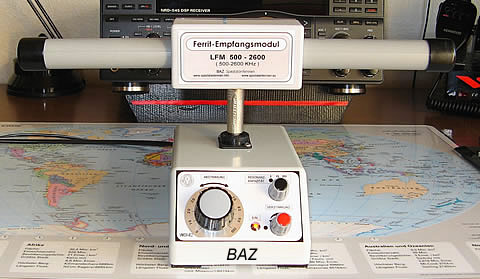
Recepţia de unda medie, cu ferită

UM a fost principala bandă de radio, pentru transmisia semnalelor de radiodifuziune, încă de la începuturile anilor 1920 și până în anii 1950, până când transmisiile cu modulație în frecvență (MF), care au o calitate mai bună a sunetului au devenit preponderente. În Europa, radioul digital câștigă popularitate și oferă posturilor MA șansa de a comuta, dacă nu este disponibilă nicio frecvență în banda MF. Multe țări din Europa și-au oprit transmițătoarele UM încă din anii 2010.
Termenul undele medii (UM) este unul istoric, datând de la începutul secolului al XX-lea, când spectrul radio a fost împărțit pe baza lungimii de undă a undelor, în benzi radio cu unde lungi (UL), unde medii (UM) și unde scurte (US).
Pentru Europa benzile de unde medii alocate pentru radiodifuziune sunt 531 kHz - 1611 kHz și în America de Nord 535 kHz - 1705 kHz.